# گوی سفلی
گوی سفلی یک روستا در ایران است که در دهستان درح شهرستان سربیشه واقع شده‌است. گوی سفلی ۱۳۵ نفر جمعیت دارد.